# Катунино (Вологодская область)
Катунино — деревня в Вологодском районе Вологодской области.
Входит в состав Подлесного сельского поселения, с точки зрения административно-территориального деления — в Подлесный сельсовет.
Расстояние по автодороге до районного центра Вологды — 15 км, до центра муниципального образования Огарково — 2 км. Ближайшие населённые пункты — Крылово, Баринцево, Огарково, Погорелово, Чахлово, Медовщиково.
По переписи 2002 года население — 1 человек.